# Monasterio de San Pelayo (Abeleda)

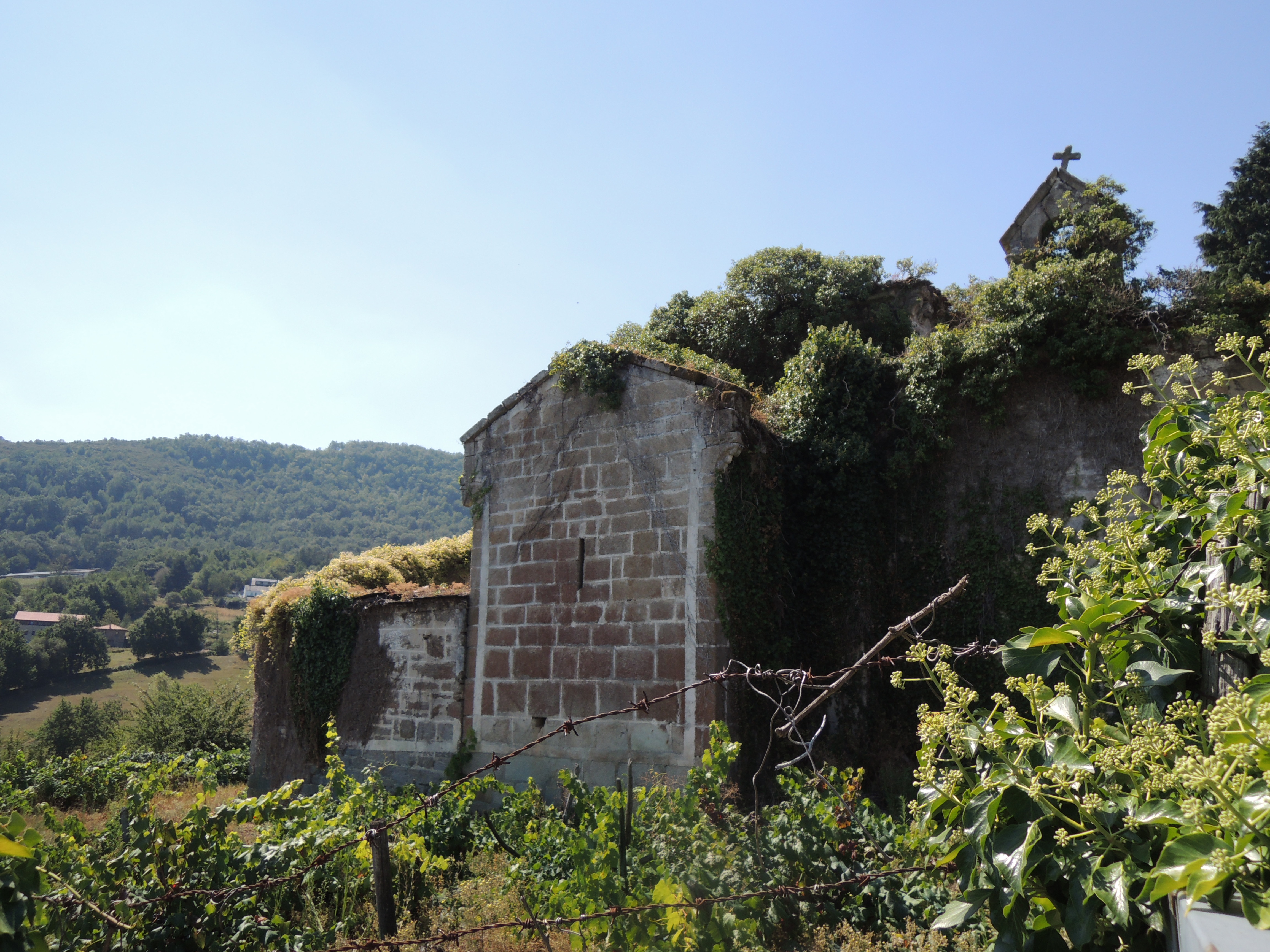
Imagen del monasterio.

San Payo de Abeleda (San Paio de Abeleda) fue un monasterio edificado en el siglo XII a unos dos km de la localidad de Abeleda en la provincia gallega de Orense (España).
Después de la desamortización de Mendizábal en el siglo XIX fue abandonado hasta que lo adquirió la casa de Alba en 1872. Los edificios monacales se fueron arruinando a través de los años quedando sólo la iglesia románica abierta al culto y dotada con retablos barrocos y neoclásicos. En la actualidad también la iglesia está abandonada y semi ruinosa. Ha sido víctima de un gran expolio de retablos y piezas arquitectónicas del claustro del monasterio.
La portada es de arco ligeramente apuntado, del tardorrománico. En su interior se mantuvieron vestigios originales de pintura en los capiteles, que fueron mantenidos durante siglos con repintes varios.